# Natalie Imboden

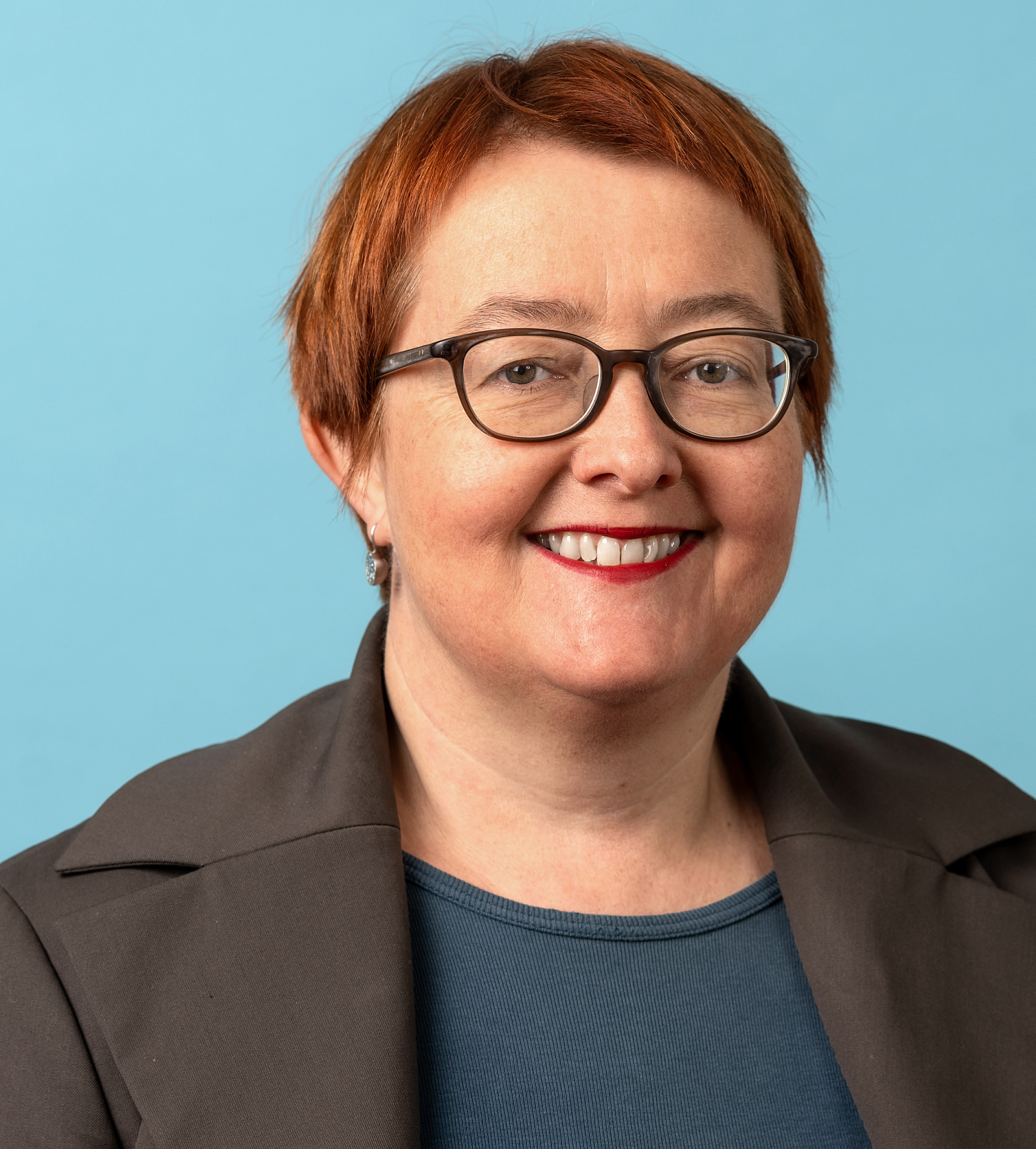
Natalie Imboden, 2022

Natalie Imboden (* 4. September 1970 in Täsch; heimatberechtigt ebenda) ist eine Schweizer Politikerin (Grüne). Von 2022 bis 2023 war sie Mitglied des Nationalrates.

## Leben
Natalie Imboden ist im Oberwalliser Bergdorf Täsch aufgewachsen.  Für das Studium von Geschichte, Politikwissenschaft und Staatsrecht ist sie nach Bern gezogen. Beruflich arbeitete Imboden knapp zwanzig Jahre für die Gewerkschaften (Gewerkschaft VPOD, Schweizerischer Gewerkschaftsbund, 2008 bis 2018 bei der Unia). 2018 bis 2022 war sie Generalsekretärin des Schweizerischen Mieterinnen- und Mieterverbands. In dieser Funktion setzte sie sich für bezahlbaren Wohnraum in der ganzen Schweiz ein. Natalie Imboden lebt mit Partner und Sohn in Bern.

## Politik
Imboden vertrat von 2001 bis 2010 das Grüne Bündnis im Berner Stadtrat (Legislative). Von 2001 bis 2008 war sie Fraktionspräsidentin und von 2006 bis 2014 Präsidentin des Grünen Bündnis der Stadt Bern. Natalie Imboden war 2010 bis 2022 Grossrätin des Kantons Bern und gehörte der Finanzkommission an. 2022 erzielte sie bei den Grossratswahlen am meisten Panaschierstimmen im Wahlkreis Bern. Im selben Jahr rückte sie für die zurückgetretene Regula Rytz in den Nationalrat nach. Ihre Nachfolgerin als Grossrätin ist Rahel Ruch.
Ab 2015 war Imboden Co-Präsidentin und ab 2020 alleinige Präsidentin der Grünen Kanton Bern. 2022 wurde das Präsidium von Cyprien Louis und Brigitte Hilty Haller übernommen.
2008 bis 2018 hatte Natalie Imboden ein Verwaltungsratsmandat bei der Schweizerischen Unfallversicherungsanstalt SUVA und 2009 bis 2018 war sie Stiftungsrätin der Schweizerischen Beratungsstelle für Unfallverhütung BFU. Imboden ist seit 2009 im Vorstand und war 2014 bis 2021 Präsidentin des MieterInnenverbands Regionalgruppe Bern. Seit 2015 ist sie im Vorstand des MieterInnenverbands des Kantons Bern. Natalie Imboden ist seit 2012 im Vorstand der Aidshilfe Bern.
Ab Mai 2022 war Imboden Mitglied des Nationalrates, dessen Staatspolitischen Kommission und der Grünen Fraktion der Bundesversammlung. Bei den Wahlen 2023 verloren die Grünen ihren Sitz, Imboden wurde nicht wiedergewählt.

## Publikationen (Auswahl)
- mit Roland Erne: Equal pay by gender and by nationality. A comparative analysis of Switzerland's unequal equal pay policy regimes across time, Cambridge Journal of Economics, 39 (2) 2015, Pages 655–674. (online; doi.org/10.1093/cje/bev003)
- mit Roland Erne: Allgemeinverbindliche Tarifverträge gegen Sozialdumping. Erfahrungen aus Europa, in: Widerspruch, 61, Diktatur der Finanzmärkte, EU-Krise und Widerstand, 2012, S. 101–110.
- mit Christine Michel: Gleichstellungsgesetz und Gesamtarbeitsverträge: griffige Instrumente zur Gleichstellung von Frauen und Männern im Erwerbsleben, in: Ein Arbeitsbuch zum Kollektivarbeitsvertragsrecht, MOVENDO (Hrsg.), Bildungsinstitut der Gewerkschaften, 2009.